# Betten
Betten is een plaats en voormalige gemeente in het Zwitserse kanton Wallis en maakt deel uit van het district Östlich Raron.
Betten telt x inwoners.
Op 4 januari fuseerde de gemeente met Martisberg tot de gemeente Bettmeralp.